# Contz-les-Bains
Contz-les-Bains – miejscowość i gmina we Francji, w regionie Grand Est, w departamencie Mozela.
Według danych na rok 1990 gminę zamieszkiwały 452 osoby, a gęstość zaludnienia wynosiła 142 osób/km² (wśród 2335 gmin Lotaryngii Contz-les-Bains plasuje się na 625. miejscu pod względem liczby ludności, natomiast pod względem powierzchni na miejscu 1162.).